# 甲山廿日えびす
甲山廿日えびす（こうざんはつかえびす）は、広島県世羅郡世羅町で8月19日、20日におこなわれている祭。300年余りの歴史がある。また、ここでは8月20日に行われる世羅町商工祭納涼花火大会についても記述する。

## 祭りの内容
「だんじりにわか」を中心に祭が行われる。
当日は道路沿いに屋台が出てステージでイベント等もある

## 会場
今高野山通り等

## 世羅町商工祭納涼花火大会
祭会場にほど近い場所で世羅町商工会による打ち上げ花火がおこなわれる。